# Anopsicus potrero
Anopsicus potrero là một loài nhện trong họ Pholcidae. Loài này được phát hiện ở México.